# Melitta changmuensis
Melitta changmuensis är en biart som beskrevs av Wu 1988. Melitta changmuensis ingår i släktet blomsterbin, och familjen sommarbin. Inga underarter finns listade i Catalogue of Life.